# Verklärte Nacht
Verklärte Nacht, op. 4 (1899), är en stråksextett i en sats av Arnold Schönberg. Den är inspirerad av Richard Dehmels dikt med samma titel, men också av mötet med tonsättarens blivande hustru, Mathilde von Zemlinsky.
Originalpartituret föreskriver två violiner, två viola och två celli. 1917 skrev Schönberg ett arrangemang för stråkorkester, som senare reviderades 1943.